# Marcelo Gleiser
Marcelo Gleiser (Rio de Janeiro, 19 marzo 1959) è un fisico, astronomo e filosofo brasiliano.
Attualmente è docente di Fisica e Astronomia presso il Dartmouth College di Hanover (New Hampshire) e conosciuto negli USA per i suoi insegnamenti e la ricerca scientifica mentre in Brasile è più popolare per i suoi articoli divulgativi pubblicati nel giornale Folha de S. Paulo, uno dei più diffusi quotidiani nazionali.
Ha scritto sette libri e pubblicato tre raccolte di articoli ed è stato ospite di programmi televisivi in Brasile, Stati Uniti e Inghilterra. Nel 2007 fu eletto membro della Accademia Brasiliana di Filosofia.

## Biografia
Nato a Rio de Janeiro in una famiglia di immigrati dall'Est Europa che contava anche antenati di origine ebraica, nell'infanzia si dilettava a suonare il violino. Pur non dimostrando ancora una particolare attitudine per la matematica erano tuttavia chiari i suoi interessi per i fenomeni naturali.
Voleva essere un musicista ma suo padre Isaac, un dentista, lo convinse a cambiare idea poiché, secondo lui, la Musica sarebbe stata una scelta rischiosa rendendo incerto il suo futuro professionale. 
Dopo aver frequentato per due anni i corsi di Ingegneria chimica Gleiser si trasferì nel corso di Fisica presso la Pontificia Università Cattolica di Rio de Janeiro.
Si diplomò nel 1981 e nell'anno seguente iniziò la specializzazione presso l'Università federale di rio de Janeiro. 
Nel 1986 ottenne il dottorato presso il King's College of London.
Dal 1991 è professore di Fisica, Astronomia e ricercatore in una prestigiosa università americana, il Dartmouth College di Hanover, New Hampshire.
Ha fatto parte di un gruppo di ricercatori del Fermilab, a Chicago, e dell'Institute for Theoretical Physics di Santa Barbara, California. Ha ricevuto assegni di ricerca dalla NASA, dalla National Science Foundation e dalla NATO.
Articolista per il giornale Folha de S. Paulo dal 1997, Gleiser divulga la scienza fornendo spiegazioni comprensibili per migliaia di lettori. Tra l'altro a Dartmouth insegna una disciplina chiamata "Fisica per poeti", molto popolare in quella università, attraendo anche persone che non sono collegate alla Fisica.
Tali conferenze si caratterizzano per i rapporti tra la Storia della Scienza e degli scienziati congiuntamente con le spiegazioni sopra i fondamenti della Fisica nei laboratori tramite esperienze e dimostrazioni in aula.
Nel 1994 gli fu conferito dal presidente USA Bill Clinton il premio "Presidential Faculty Fellows Award" per il suo lavoro di ricerca in Cosmologia  e per la sua dedizione all'insegnamento. Nel 1995 ricevette il "Dartmouth Award for Outstanding Creative or Scholarly Work" e nel 2001 vinse il premio "José Reis de Divulgação Científica". Nel 2001 Gleiser fu eletto "Fellow of American Physical Society" ovvero la Società dei fisici americani.  Il suo saggio Emergent Realities in the Cosmos apparve nella antologia Best American Science Writing 2003, curata da Oliver Sacks.
Nel 1997 pubblicò in Brasile il suo primo libro La danza dell'Universo nel quale tratta la questione della sua origine sotto il punto di vista sia scientifico che religioso. Il libro, scritto per un pubblico non specialista, divenne un riferimento per la divulgazione scientifica in Brasile.
Nel 1998 vinse il Premio Jabuti per tale opera, riconfermato in seguito anche nel 2002 per il libro Il limite della Terra e del Cielo. Nel 2005 lanciò una raccolta dei suoi articoli pubblicati sul Folha de S. Paulo dal 1999 al 2004, intitolata Micro Macro, e nel 2007 la raccolta successiva intitolata Micro Macro 2. La sua prima opera ha ispirato una rappresentazione teatrale del gruppo Arte e Ciência no Palco durante una edizione del Festival di Curitiba e fu rappresentata in diversi teatri e festival in Brasile e Portogallo.

## Articoli scientifici selezionati
- An Analytical Characterization of Oscillons: Their Energy, Radius, Frequency, and Lifetime, with David Sicilia, Phys. Rev. Lett. 101, 011602 (2008).
- A Class of Nonperturbative Configurations in Abelian-Higgs Models: Complexity from Dynamical Symmetry Breaking, with Joel Thorarinson, Physical Review D 79, 025016 (2009).
- An Extended Model for the Evolution of Prebiotic Homochirality: A Bottom-Up Approach to the Origin of Life, with Sara Walker, Orig. Life Evol. Biosph. 38, 293-315 (2008).
- Punctuated Chirality, with Joel Thorarinson and Sara I. Walker, Orig. Life Evol. Biosph. 38, 499-508 (2008).
- Long-lived Oscillons from Asymmetric Bubbles, with A. Adib and C. A. S. Almeida, Phys. Rev. D66 (2002) 085011.
- Gauged Fermionic Q-Balls, with T. S. Levi, Phys. Rev. D66 (2002) 087701.
- Nonequilibrium Precursor Model for the Onset of Percolation in a Two-Phase System, with Rafael Howell and Rudnei Ramos, Phys. Rev. E65 (2002) 036113.
- Anisotropic Stars: Exact Solutions, with Krsna Dev, Gen. Rel. Grav. 24 (2002) 1793.
- Bubbling the False Vacuum Away, with Barrett Rogers and Joel Thorarinson, Phys. Rev. D 77, 023513 (2008).